# لورين (لاعب كرة قدم)
لورين (بالإسبانية: Loren Juarros) هو لاعب كرة قدم إسباني في مركز الهجوم، ولد في 7 أكتوبر 1966 في مامبرايلاس دي لارا في إسبانيا. شارك مع منتخب إسبانيا تحت 21 سنة لكرة القدم ومنتخب إسبانيا تحت 23 سنة لكرة القدم. أما مع النوادي، فقد لعب مع أتلتيك بيلباو وريال بورغوس وريال سوسيداد ب وريال سوسيداد ونادي بورغوس.

## وصلات خارجية
- لورين على موقع قاعدة بيانات كرة القدم.إي يو (الإنجليزية)